# Garber (Oklahoma)
Garber est une ville du comté de Garfield, dans l'État d'Oklahoma, aux États-Unis,. En 2010, elle compte une population de 822 habitants.

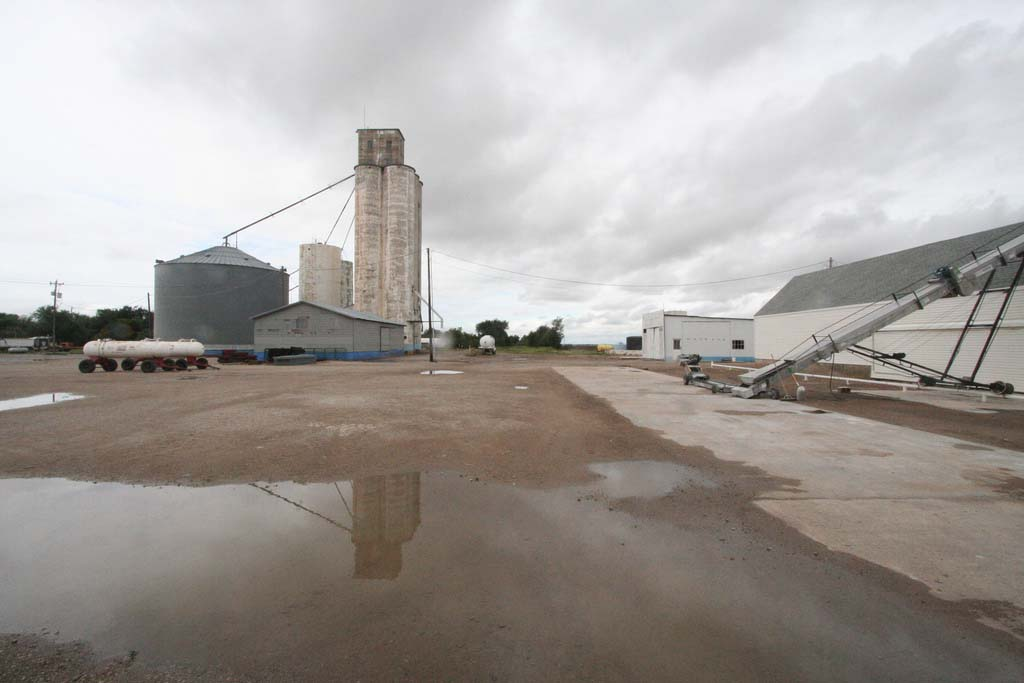
En 1905, quatre élévateurs à grains desservaient les prospères producteurs de blé de la région.

## Démographie
Lors du recensement de 2010, la ville comptait une population de 822 habitants, tandis qu'en 2019, elle est estimée à 807 habitants.